# 커샌드라 윌슨
커샌드라 윌슨(Cassandra Wilson, 1955년 12월 4일 ~ )은 미국의 재즈 가수이다.